# Asparagus curillus
Asparagus curillus là một loài thực vật có hoa trong họ Măng tây. Loài này được Buch.-Ham. ex Roxb. mô tả khoa học đầu tiên năm 1832.